# رونویسی (ژنتیک)

از ژن تا پروتئین

رونویسی یکی از مراحل بیان ژن است که در آن، یک بخش خاص از دی‌اِن‌اِی توسط آراِن‌اِی پلی‌مراز به آراِن‌اِی پیام‌رسان کپی می‌شود. دی‌اِن‌اِی و آراِن‌اِی هر دو از اسیدهای نوکلئیک هستند که از جفت‌بازهای نوکلئوتیدی به‌عنوان زبان مکمل استفاده می‌کنند. طی رونویسی، یک توالی دی‌اِن‌اِی توسط آراِن‌اِی پلی‌مراز خوانده می‌شود، که یک رشتهٔ مکمل آراِن‌اِی موازی ولی در جهت عکس یکدیگر را در فرایندی به‌نام رونویسی اولیه تولید می‌کند. رونویسی در مراحل زیر انجام می‌شود:
1. آراِن‌اِی پلی‌مراز همراه با یک یا چند فاکتور رونویسی، به پروموتر دی‌اِن‌اِی متصل می‌شود.
2. آراِن‌اِی پلی‌مراز یک حباب رونویسی ایجاد می‌کند که دو رشته از مارپیچ دی‌اِن‌اِی را جدا می‌کند. این کار با شکستن پیوندهای هیدروژنی بین نوکلئوتیدهای دی‌اِن‌اِی مکمل انجام می‌شود.
3. آراِن‌اِی پلی‌مراز، نوکلئوتیدهای آراِن‌اِی را اضافه می‌کند. (که مکمل نوکلئوتیدهای یک رشته دی‌اِن‌اِی است)
4. واحدهای قند-فسفاتِ آراِن‌اِی، با کمک آراِن‌اِی پلی‌مراز، به‌منظور تشکیل رشتهٔ آراِن‌اِی، تشکیل می‌شود.
5. پیوندهای هیدروژنیِ مارپیچ آراِن‌اِی-دی‌اِن‌اِی شکسته شده و رشتهٔ آراِن‌اِی سنتزشدهٔ جدید را آزاد می‌کند.
6. اگر سلول دارای یک هسته باشد، آراِن‌اِی ممکن است بیشتر پردازش شود که ممکن است شامل پلی‌آدنیله شدن، کلاهک‌گذاری و پیرایش شود.
7. آراِن‌اِی ممکن است در هسته باقی بماند یا از طریق مجموعهٔ منافذ هسته‌ای به سیتوپلاسم برود.

بخشی از دی‌اِن‌اِی که به یک مولکول آراِن‌اِی رونویسی شده‌است، یک واحد رونویسی نامیده می‌شود و حداقل یک ژن را رمزگذاری می‌کند. اگر ژن یک پروتئین را رمزگذاری کند، رونویسی یک آراِن‌اِی پیام‌رسان را تولید می‌کند. آراِن‌اِی پیام‌رسان، به نوبهٔ خود، به‌عنوان یک الگو برای سنتز پروتئین از طریق فرایند ترجمه عمل می‌کند.
بخش‌های دیگری از دی‌اِن‌اِی ممکن است به انواع آراِن‌اِی‌های غیر-کدکننده مانند ریز آراِن‌اِی‌ها، آراِن‌اِی‌های ریبوزومی (rRNA) آراِن‌اِی حامل (tRNA), آراِن‌اِی‌های کوچک هسته‌ای (snRNA)، آراِن‌اِی‌های کوچک هستکی (snoRNA) یا مولکول‌های آراِن‌اِی آنزیمی به‌نام ریبوزیم‌ها و آراِن‌اِی بلند غیرکدکننده (IncRNA) رمزگذاری شوند. به‌طور کلی، آراِن‌اِی به سنتز، تنظیم و پردازش کردن پروتئین‌ها کمک می‌کند؛ بنابراین نقشی اساسی در سلول‌ها ایفا می‌کند.
در ویروس‌شناسی، این اصطلاح همچنین می‌تواند در هنگام اشاره به سنتز آراِن‌اِی پیام‌رسان از مولکول آراِن‌اِی استفاده شود. به‌عنوان مثال، ژنوم یک آراِن‌اِی ویروس تک‌رشته‌ای جهت منفی (-ssRNA) ممکن است یک الگو برای آراِن‌اِی تک‌رشته‌ای جهت مثبت (ssRNA +) باشد. این به این دلیل است که رشتهٔ جهت مثبت شامل اطلاعاتی است که برای ترجمهٔ پروتئین‌های ویروسی برای تکثیر ویروس، وجود دارد. این فرایند توسط یک آراِن‌اِی رپلیکاز ویروسی تسریع می‌شود.

## پیشینه
یک واحد رونویسی دی‌اِن‌اِی که برای پروتئین رمزگذاری می‌شود، می‌تواند شامل هر دو توالی کدگذاری (که به پروتئین ترجمه می‌شود) و توالی‌های تنظیم‌کننده (که سنتز پروتئین را هدایت و تنظیم می‌کنند) باشد. توالی تنظیمی پیش از توالی کدگذاری، پنج ناحیهٔ اصلی غیر ترجمه (5'UTR) نامیده می‌شود؛ توالی پس از توالی کدگذاری، سه ناحیهٔ نخست غیر ترجمه (3'UTR) نامیده می‌شود. در مقایسه با همانندسازی دی‌اِن‌اِی، رونویسی در یک مکمل آراِن‌اِی که شامل اوراسیل نوکلئوتیدی (U) در تمام مواردی است که تیمین (T) در یک مکمل دی‌اِن‌اِی رخ داده‌است، نتیجه می‌شود.
تنها یکی از دو رشتهٔ دی‌اِن‌اِی، به‌عنوان یک الگو برای رونویسی عمل می‌کند. رشتهٔ Antisense دی‌اِن‌اِی توسط آراِن‌اِی پلی‌مراز از انتهای ۳' تا انتهای ۵' طی رونویسی خوانده می‌شود. آراِن‌اِی مکمل در جهت مخالف، در جهت ۵ به ۳، ایجاد می‌شود، مطابق با دنباله‌ای از زنجیره معنی به استثناء تعویض یوراسیل به تیمین. این جهت برای این است که آراِن‌اِی پلی‌مراز تنها می‌تواند نوکلئوتیدها را به انتهای ۳' از زنجیرهٔ آراِن‌اِی پیام‌رسان در حال رشد اضافه کند. این استفادهٔ تنها از رشتهٔ ۳' به ۵' دی‌اِن‌اِی نیاز به قطعات اکازاکی که در تکرار دی‌اِن‌اِی دیده می‌شود را از بین می‌برد.
همچنین نیاز به یک آغازگر آراِن‌اِی برای آغاز سنتز آراِن‌اِی، همان‌طور که در مورد تکثیر دی‌اِن‌اِی نیز هست، حذف می‌شود. رشتهٔ غیرمتمرکز دی‌اِن‌اِی، رشتهٔ کدگذاری نامیده می‌شود، زیرا دنباله آن همان رونوشت جدید آراِن‌اِی ایجاد شده‌است (به جز جایگزین یوراسیل به تیمین). این رشته‌است که طبق توافق در هنگام ارائهٔ توالی دی‌اِن‌اِی استفاده می‌شود. رونویسی، برخی از مکانیسم‌های اصلاح را دارد، اما آن‌ها از نظر تعداد، کمتر و از نظر مؤثر بودن نیز کمتر از کنترل‌های همانندسازی دی‌اِن‌اِی هستند. در نتیجه، رونویسی دارای احتمال خطای بیشتری نسبت به همانندسازی دی‌اِن‌اِی است.

## مراحل اصلی
رونویسی در چهار مرحلهٔ آغاز، پروموتر اسکیپ، طویل شدن و خاتمه انجام می‌شود.

### آغاز

مرحلهٔ آغاز رونویسی (RNAP = آراِن‌اِی پلی‌مراز)

رونویسی با اتصال آراِن‌اِی پلی‌مراز همراه با یک یا چند فاکتور رونویسی عمومی آغاز می‌شود تا یک توالی خاص دی‌اِن‌اِی که به‌عنوان پروموتر شناخته می‌شود به منظور ایجاد پروموتر بستهٔ آراِن‌اِی پلی‌مراز تشکیل شود.
در کمپلکس پروموتور بسته، دی‌اِن‌اِی همچنان دورشته‌ای است. در این هنگام، آراِن‌اِی پلی‌مراز به کمک یک یا چند فاکتور رونویسی کلی تقریباً ۱۴ جفت‌باز دی‌اِن‌اِی را باز می‌کند تا یک کمپلکس باز آراِن‌اِی پلی‌مراز-پروموتر ایجاد کند. در کمپلکس باز، دی‌اِن‌اِی پروموتر تا حدی بدون پیچ‌خوردگی و تک‌رشته‌ای است. دی‌اِن‌اِی تک‌رشته‌ای در معرض حباب رونویسی قرار می‌گیرد. در این هنگام، آراِن‌اِی پلی‌مراز با کمک یک یا چند فاکتور رونویسی عمومی یک محل شروع رونویسی را در حباب رونویسی انتخاب می‌کند و به NTP آغاز شده و NTP گسترش یافته (یا یک پرایمر کوتاه آراِن‌اِی و یک NTP گسترش یافته) متصل می‌شود که مکمل مسیر توالی محل رونویسی است، و تشکیل یک رابط را برای تولید یک محصول اولیهٔ آراِن‌اِی تسهیل می‌کند. در باکتری‌ها هولوآنزیم آراِن‌اِی پلی‌مراز، متشکل از پنج زیرواحد است:
۲ زیرواحد α، ۱ زیرواحد β و ۱ زیرواحد ω. در باکتری‌ها، یک فاکتور رونویسی عمومی آراِن‌اِی شناخته‌شده به عنوان عامل سیگما وجود دارد. آنزیم هسته‌ای آراِن‌اِی پلی‌مراز به عامل رونویسی باکتریایی (سیگما) برای ایجاد آراِن‌اِی پلی‌مراز هولوآنزیم متصل می‌شود و سپس به پروموتر متصل می‌شود. (هولوآنزیم آراِن‌اِی پلی‌مراز این‌طور تعریف می‌شود، زمانی که واحد سیگما به آنزیم آراِن‌اِی پلی‌مراز هسته‌ای متصل می‌شود که شامل ۲ واحد α، ۱ β واحد و ۱ واحد β ' است).
در آرکی‌ها و یوکاریوت‌ها آراِن‌اِی پلی‌مراز حاوی زیرمجموعه‌های همولوگ با هر یک از پنج زیرواحد آراِن‌اِی پلی‌مراز در باکتری است و همچنین حاوی زیرمجموعه‌های اضافی نیز هست. در آرکی‌ها و یوکاریوت‌ها عملکردهای فاکتور رونویسی باکتریایی سیگما توسط عوامل متعدد رونویسی عمومی انجام می‌شود که با هم کار می‌کنند. در آرکی‌ها، سه عامل رونویسی عمومی وجود دارد: TBP, TFB و TFE. در یوکاریوت‌ها در رونویسی وابسته به آراِن‌اِی پلی‌مراز II، شش فاکتور عمومی رونویسی وجود دارد: TFIIA, TFIIB (یک ارتولوگ از TFB آرکی‌ها)، TFIID (یک فاکتور چند زیرواحدی که واحد کلیدی آن TBP است که ارتولوگ TBP آرکی‌ها است)، TFIIE (ارتولوگ TFE آرکی‌ها)، TFIIFو TFIIH
در آرکی‌ها و یوکاریوت‌ها کمپلکس بستهٔ آراِن‌اِی پلی‌مراز-پروموتر معمولاً به عنوان کمپلکس پیش از آغاز اشاره می‌شود. آغاز رونویسی توسط پروتئین‌های اضافی شناخته شده به عنوان فعال‌کننده‌ها و ممانعت‌کننده‌ها تنظیم می‌شود و در بعضی موارد، coactivators یا corepressors، که تنظیم‌کنندهٔ شکل‌گیری و عملکرد مجموعهٔ پیچیدهٔ رونویسی است، مرتبط هستند.

### پروموتر اسکیپ

مرحلهٔ ادامهٔ رونویسی

پس از این‌که اولین باند سنتز شد، آراِن‌اِی پلی‌مراز باید از پروموتر جدا شود. در طول این زمان تمایل به انتشار رونوشت آراِن‌اِی و تولید رونوشت‌های کوتاه‌شده وجود دارد. این حالت را abortive initiation یا آغاز ناهنجار می‌نامند که هم در آرکی‌ها و هم در پروکاریوت‌ها رایج است. آغاز ناهنجار همچنان ادامه دارد تا زمانی که یک محصول آراِن‌اِی از یک آستانه، حدود تقریباً ۱۰ نوکلئوتید سنتز شود، در آن نقطه فرار پروموتر اتفاق می‌افتد و یک کمپلکس رونویسی بلند تشکیل می‌شود. به‌طور مکانیکی، فرار پروموتورها از طریق شکستن دی‌اِن‌اِی انجام شده و انرژی لازم برای شکستن تعاملات بین آراِن‌اِی پلی‌مراز هولوآنزیم و پروموتر را فراهم می‌کند.
در باکتری‌ها، از لحاظ تاریخی تصور می‌شد که پس از ترمیم پروموتر، عامل سیگما عیناً آزاد می‌شود. این تئوری به عنوان مدل ملزم‌کنندهٔ انتشار شناخته شده بود با این حال داده‌های بعدی نشان دادند بر اساس و پس از برداشتن پروموتر، عامل سیگما با توجه به یک مدل تصادفی که به عنوان مدل انتشار تصادفی شناخته می‌شود، منتشر می‌شود.
در یوکاریوت‌ها در روی آراِن‌اِی پلی‌مراز II وابسته به پروموتر بر برداشتن پروموتر TFIIH phosphorylates serine 5 در C ترمینال دومین آراِن‌اِی پلی‌مراز منجر به فراخوانی کپینگ آنزیم (CE) می‌شود. هنوز مکانیسم دقیقی که چگونه CE باعث تحریک برداشت پروموتر می‌شود شناخته نشده‌است.

### امتداد
یک رشتهٔ دی‌اِن‌اِی الگو (یا رشتهٔ کدشونده) به عنوان یک الگو برای سنتز آراِن‌اِی استفاده می‌شود. همان‌طور که رونویسی ادامه می‌یابد آراِن‌اِی پلی‌مراز از رشتهٔ الگو عبور می‌کند و از مکمل جفت‌بازها با الگوی دی‌اِن‌اِی برای ایجاد یک کپی آراِن‌اِی (که در طول گذر طویل می‌شوند) استفاده می‌کند. اگر چه آراِن‌اِی پلی‌مراز از رشتهٔ الگو از ۳`→۵` عبور می‌کند رشتهٔ کدشده (غیر الگو) و آراِن‌اِی جدید ایجادشده می‌تواند به عنوان نقاط مرجع مورد استفاده قرار گیرد؛ بنابراین رونویسی می‌تواند از ۳`→۵` اتفاق بیفتد. این اتفاق باعث می‌شود یک نسخهٔ دقیق مانند رشتهٔ الگو حاصل شود (با این تفاوت که به جای تیمین، اوراسیل جایگزین می‌شود و مولکول‌های نوکلئوتید با قند ۵ کربنه در جایی که دی‌اِن‌اِی دارای دئوکسی‌ریبوز (یک اکسیژن کمتر) در اسکلت ساختمانی و فسفات است ترکیب می‌شوند.
رونویسی آراِن‌اِی پیام‌رسان نیازمند چندین آراِن‌اِی پلی‌مراز از یک الگوی تک‌رشته‌ای دی‌اِن‌اِی و چندین دور رونویسی است که موجب تقویت یک آراِن‌اِی پیام‌رسان خاص می‌شود. همچنین بسیاری از مولکول‌های آراِن‌اِی پیام‌رسان را می‌توان به سرعت از یک نسخه از یک ژن تولید کرد. میزان طول مشخص‌شده در پروکاریوت‌ها و یوکاریوت‌ها حدود ۱۰ تا ۱۰۰ نوکلئوتید/ثانیه است.
در یوکاریوت‌ها با این حال نوکلئوزوم‌ها به عنوان موانع عمده‌ای برای ترک کردن پلی‌مرازها در طول رونویسی عمل می‌کنند. در این جانداران، موانع ناشی از نوکلئوزوم‌ها می‌توانند با عوامل طویل‌سازی رونویسی مانند TFIIS تنظیم شوند. طویل شدن همچنین شامل مکانیسم اصلاح نیز هست که می‌تواند عوامل اشتباه جای‌گذاری‌شده را جایگزین کند. این ممکن است با وقفه‌ای کوتاه طی رونویسی صورت گیرد که باعث می‌شود عوامل مناسب ویرایش آراِن‌اِی بتوانند به درستی متصل شوند. این وقفه‌ها ممکن است به دلیل ذاتی خود آراِن‌اِی پلی‌مراز یا به علت وظیفهٔ ساختاری کروماتین باشد.

### خاتمه

مرحلهٔ پایان رونویسی

باکتری‌ها از دو روش مختلف برای ختم رونویسی استفاده می‌کنند - ختم مستقل از Rho و وابسته به Rho. در خاتمهٔ مستقل از Rho، رونویسی آراِن‌اِی وقتی متوقف می‌شود که مولکول آراِن‌اِی سنتزشدهٔ جدید، شکل یک حلقهٔ سنجاق سر غنی با گوانین-سیتوزین را تشکیل دهد. هنگامی که شکل سنجاق سر می‌گیرد، تنش مکانیکی پیوند rU-dA را از بین می‌برد، و در این حال هیبرید دی‌اِن‌اِی-آراِن‌اِی را پر می‌کند. جدا کردن poly-U به بیرون از محل فعال آراِن‌اِی پلی‌مراز، رونویسی را خاتمه می‌دهد.
در نوع وابسته به Rho یک عامل پروتئینی که "Rho" نامیده می‌شود، تعامل بین الگو و آراِن‌اِی پیام‌رسان را بی‌ثبات می‌کند بنابراین انتشار آراِن‌اِی پیام‌رسان تازه سنتزشده از کمپلکس، طویل‌شدگی را سبب می‌شود. خاتمهٔ رونویسی در یوکاریوت‌ها کمتر از باکتری‌ها قابل درک است ولی شامل شکافتن رونویسی جدید و به دنبال آن افزودن آدنین به الگوی مستقل در پایانه ۳` در مکانیسمی با عنوان پلی‌آدنیلاسیون است. (انتهای ۳' از آراِن‌اِی جدید توسط مجموعه‌ای از پروتئین‌ها شکافته می‌شود. این پروتئین‌ها سپس دنبالهٔ آدنین را در انتهای ۳' آراِن‌اِی تولید می‌کنند)

## مهارکننده‌ها
مهارکننده‌های رونویسی می‌توانند به‌عنوان آنتی‌بیوتیک‌ها مثلاً در برابر باکتری‌های بیماری‌زا (ضدباکتری‌ها) و قارچ‌ها (ضدقارچ‌ها) استفاده شوند. یک نمونه از ضدباکتری‌ها، ریفامپیسین است که رونویسی دی‌اِن‌اِی باکتری به آراِن‌اِی پیام‌رسان را مهار می‌کند. به‌وسیلهٔ مهار آراِن‌اِی پلی‌مراز وابسته به دی‌اِن‌اِی، به‌وسیلهٔ اتصال بتای زیرواحد آن، در حالی که ۸-هیدروکسی‌کینولین یک مهارکنندهٔ رونویسی ضدقارچی است. اثرات متیلاسیون هیستون نیز ممکن است برای مهار عملکرد رونویسی مؤثر باشد.

## مهارکننده‌های اندوژن
در مهره‌داران، بیشتر پروتئین‌های ژنی شامل جزیرهٔ CpG با سایت‌های CpG متعدد است. وقتی که بسیاری از سایت‌های CpG پروموتر ژنی متیله شوند، ژن، مهار می‌شود (خاموش می‌شود). سرطان‌های کولورکتال معمولاً ۳ تا ۶ محرک جهش و ۳۳ تا ۶۶ جهش رونده دارند. با این حال، مهار رونویسی (خاموش شدن) ممکن است اهمیت بیشتری نسبت به جهش در ایجاد پیشرفت به سرطان داشته باشد. به عنوان مثال، در سرطان‌های کولورکتال، حدود ۶۰۰ تا ۸۰۰ ژن توسط متیلاسیون جزیرهٔ CpG رونویسی می‌شوند. سرکوب رونویسی در سرطان همچنین می‌تواند با مکانیسم‌های دیگری از قبیل بیان تغییرات ریزآراِن‌اِی‌ها رخ دهد. در سرطان پستان، سرکوب رونوشت BRCA1 ممکن است با بیان بیش از حد ریزآراِن‌اِی-۱۸۲ توسط هایپرمتیلاسیون پروموتر BRCA1 رخ دهد.

## عوامل رونویسی

مرحلهٔ آغاز و نحوهٔ قرارگیری فاکتورهای رونویسی

واحدهای رونویسی فعال در هسته، در سایت‌های گسسته به نام کارخانه‌های رونویسی یا یوکروماتین خوشه‌بندی می‌شوند. چنین سایت‌هایی را می‌توان با اجازه دادن به پلی‌مرازهای درگیر گسترش رونوشت خود در پیش برچسب (Br-UTP یا Br-U) و ایمن‌سازی برچسب آراِن‌اِی نوظهور، نشان داد. کارخانه‌های رونویسی همچنین می‌توانند با استفاده از فلورسانس در موقعیت هیبریداسیون یا مشخص شده توسط آنتی‌بادی‌هایی که در برابر پلی‌مرازها مشخص شده‌اند، موضعی باشند. حدود ۱۰٬۰۰۰ کارخانه در هستهٔ سلول هلا وجود دارد که شامل ۸۰۰۰ کارخانهٔ پلی‌مراز II و حدود ۲٬۰۰۰ کارخانهٔ پلی‌مراز III است. هر کارخانهٔ پلی‌مراز II حاوی حدود ۸ پلی‌مراز است. همان‌طور که بیشتر واحدهای فعال رونویسی تنها با یک پلی‌مراز همراه است، هر کارخانه معمولاً شامل حدود ۸ واحد رونویسی مختلف است. این واحدها ممکن است از طریق پروموترها یا تقویت‌کننده‌ها با حلقه‌هایی که یک حباب را در اطراف عامل تشکیل می‌دهند، همراه باشند.

## تاریخچه
یک مولکول که اجازه می‌دهد تا مواد ژنتیکی به‌عنوان یک پروتئین شناخته شود، اولین بار توسط فرانسیس ژاکوب و ژاک مونو مطرح شد. سورو اوچوآ در سال ۱۹۵۹ جایزهٔ نوبل فیزیولوژی و پزشکی را برای توسعهٔ یک فرایند سنتز آراِن‌اِی با آزمایش برون‌تنی با فسفریلاز پلی‌نوکلئوتیدی به‌دست‌آورد که برای شکستن کد ژنتیک مفید بود. سنتز آراِن‌اِی توسط آراِن‌اِی پلی‌مراز در سال ۱۹۶۵ توسط آزمایشگاه‌های مختلف آزمایش شد. با این حال، آراِن‌اِی که توسط این آنزیم‌های سنتزشده بود دارای خواصی بود که نشان‌دهندهٔ وجود یک فاکتور اضافی که نیازمند به اتمام رساندن اصلاح رونویسی به درستی بود.
در سال ۱۹۷۲ والتر فایر اولین فرد بود که واقعاً آنزیم متوقف‌کننده را اثبات کرد.
راجر دی کورنبرگ برای مطالعات خود در «اساس مولکولی رونویسی یوکاریوت» برندهٔ جایزهٔ نوبل شیمی در سال ۲۰۰۶ شد.

## اندازه‌گیری و شناسایی
رونویسی می‌تواند به روش‌های مختلف اندازه‌گیری و شناسایی شود:
تست رونویسی G-Less Cassette: اندازه‌گیری قدرت پروموتر
تست رونویسی: Run-off سایت‌های شروع رونویسی را شناسایی می‌کند. (TSS)
آزمایش هسته‌ای: اندازه‌گیری فراوانی نسبی رونوشت‌های جدید ایجادشده
تست حفاظت RNase و Chip-Chip RNAP: شناسایی سایت‌های فعال رونویسی
RT-PCR: میزان فراوانی مطلق سطوح کل آراِن‌اِی یا هسته را اندازه‌گیری می‌کند، اما ممکن است با میزان رونویسی متفاوت باشد.
تکنیک‌های تحلیل ریزآرایه: میزان فراوانی نسبی کل سطوح کل یا آراِن‌اِی هسته را اندازه‌گیری می‌کند؛ با این حال، این محاسبه ممکن است با نرخ رونویسی متفاوت باشد.
Hybridization in situ: حضور یک رونوشت را تشخیص می‌دهد.
برچسب زدن MS2: با ترکیب حلقه‌های ساقه آراِن‌اِی، مانند MS2، به یک ژن، این تبدیل به آراِن‌اِی سنتزشدهٔ جدید تبدیل می‌شود. سپس حلقه‌های ساقه را می‌توان با استفاده از ترکیب پروتئین GFP و پروتئین پوشش MS2 شناسایی کرد که دارای ارتباط متقابل خاصی با حلقه‌های ساقه MS2 است. استخدام GFP به سایت رونویسی به صورت یک نقطهٔ فلورسنت تجسم می‌شود. این رویکرد جدید نشان داده‌است که رونویسی در انفجارهای متناوب یا پالس‌ها رخ می‌دهد (نگاه کنید به ریزش موازی). با استثناء قابل توجه در تکنیک‌های درون‌جا، بیشتر روش‌های دیگر متوسط جمعیت سلولی را تأمین می‌کنند و قادر به تشخیص این ویژگی اساسی ژن نیستند.
بلوط شمالی: روش سنتی، و تا زمان ظهور RNA-Seq، بیشترین از نظر کمّی بودن است.
RNA-Seq: تکنیک‌های توالی نسل بعدی را برای رونویسی کامل ترانسکتیکوم‌ها استفاده می‌کند، که اجازهٔ اندازه‌گیری فراوانی نسبی آراِن‌اِی، و همچنین تشخیص تغییرات اضافی مانند ژن‌های همجوشی، ویرایش‌های پس از رونویسی و سایت‌های جدید رشته را می‌دهد.

## رونویسی معکوس
برخی از ویروس‌ها (مانند اچ‌آی‌وی) توانایی رونویسی آراِن‌اِی و تبدیل آن به دی‌اِن‌اِی را دارند. اچ‌آی‌وی دارای ژنوم آراِن‌اِی است که بر اثر رونویسی معکوس به دی‌اِن‌اِی تبدیل شده‌است. دی‌اِن‌اِی حاصل می‌تواند با ژنوم دی‌اِن‌اِی میزبان ادغام شود. آنزیم اصلی برای سنتز دی‌اِن‌اِی از یک الگوی آراِن‌اِی، آنزیم رونوشت‌بردار معکوس یا ترانس‌کریپتاز معکوس نامیده می‌شود. در مورد اچ‌آی‌وی، آنزیم رونوشت‌بردار معکوس، مسئول سنتز رشتهٔ دی‌اِن‌اِی مکمل (cDNA) به ژنوم آراِن‌اِی ویروسی است. سپس آنزیم ریبونوکلئاز H، رشتهٔ آراِن‌اِی را اصلاح می‌کند و آنزیم رونوشت‌بردار معکوس یک رشتهٔ مکمل دی‌اِن‌اِی را می‌سازد تا یک ساختار دی‌اِن‌اِی دورشته‌ای مارپیچی (cDNA) را تشکیل دهد. cDNA توسط آنزیم اینتگراز (که باعث می‌شود که سلول میزبان، پروتئین‌هایی ویروسی تولید کند که این ذرات دوباره وارد ویروسی جدید می‌شوند) وارد ژنوم سلول میزبان شده و با آن ادغام می‌شود. در اچ‌آی‌وی، پس از این، سلول میزبان وارد دورهٔ آپوپتوز لنفوسیت‌های تی می‌شود. با این حال در دیگر رتروویروس‌ها، سلول پس از جوانه زدن ویروس‌ها به خارج سلول، سالم باقی می‌ماند. برخی از سلول‌های یوکاریوتی دارای آنزیمی با فعالیت رونویسی معکوس به نام تلومراز هستند. تلومراز آنزیمی برای رونویسی معکوس است که باعث افزایش طول انتهای کروموزوم‌های خطی می‌شود. تلومراز دارای یک الگوی آراِن‌اِی است که از آن توالی تکراری دی‌اِن‌اِی یا دی‌اِن‌اِی بدون رمز تولید می‌کند. این توالی مکرر از دی‌اِن‌اِی، تلومر نامیده می‌شود و می‌تواند به عنوان «کلاهک» برای یک کروموزوم مورد توجه قرار گیرد. این مهم است زیرا که هر بار یک کروموزوم خطی تکثیر می‌شود، کوتاه می‌شود. در فرایند کوتاه شدن، این دی‌اِن‌اِی بدون رمز و کلاهک که قسمت‌های غیرضروری و تکراری دی‌اِن‌اِی هستند و دورتر از انتهای کروموزوم هستند را به جای بخش‌های دارای رمز دی‌اِن‌اِی برای ساختن پروتئین، حذف می‌کند. تلومراز اغلب در سلول‌های سرطانی فعال می‌شود تا سلول‌های سرطانی را قادر سازد تا ژنوم‌های خود را به‌طور نامحدود تکثیر کنند بدون این‌که از بخش‌های دی‌اِن‌اِی که برای پروتئین رمزگذاری شده‌اند، استفاده شود. فعال شدن تلومراز می‌تواند بخشی از پروسه‌ای باشد که سلول‌های سرطانی را جاودانه می‌کند. ثابت شده‌است که عوامل جاودانگی سلول‌های سرطانی (طولانی کردن تلومرها) به‌وسیلهٔ تلومراز در ۹۰ درصد تمامی تومورهای سرطان‌زای درون‌تنی فعالند و ۱۰ درصد باقی‌مانده، به روش دیگری توسط تلومرها نگهداری می‌شوند که به این روش ALT یا روش جایگزین افزایش طول تلومراز می‌گویند.